# Sportovní hala

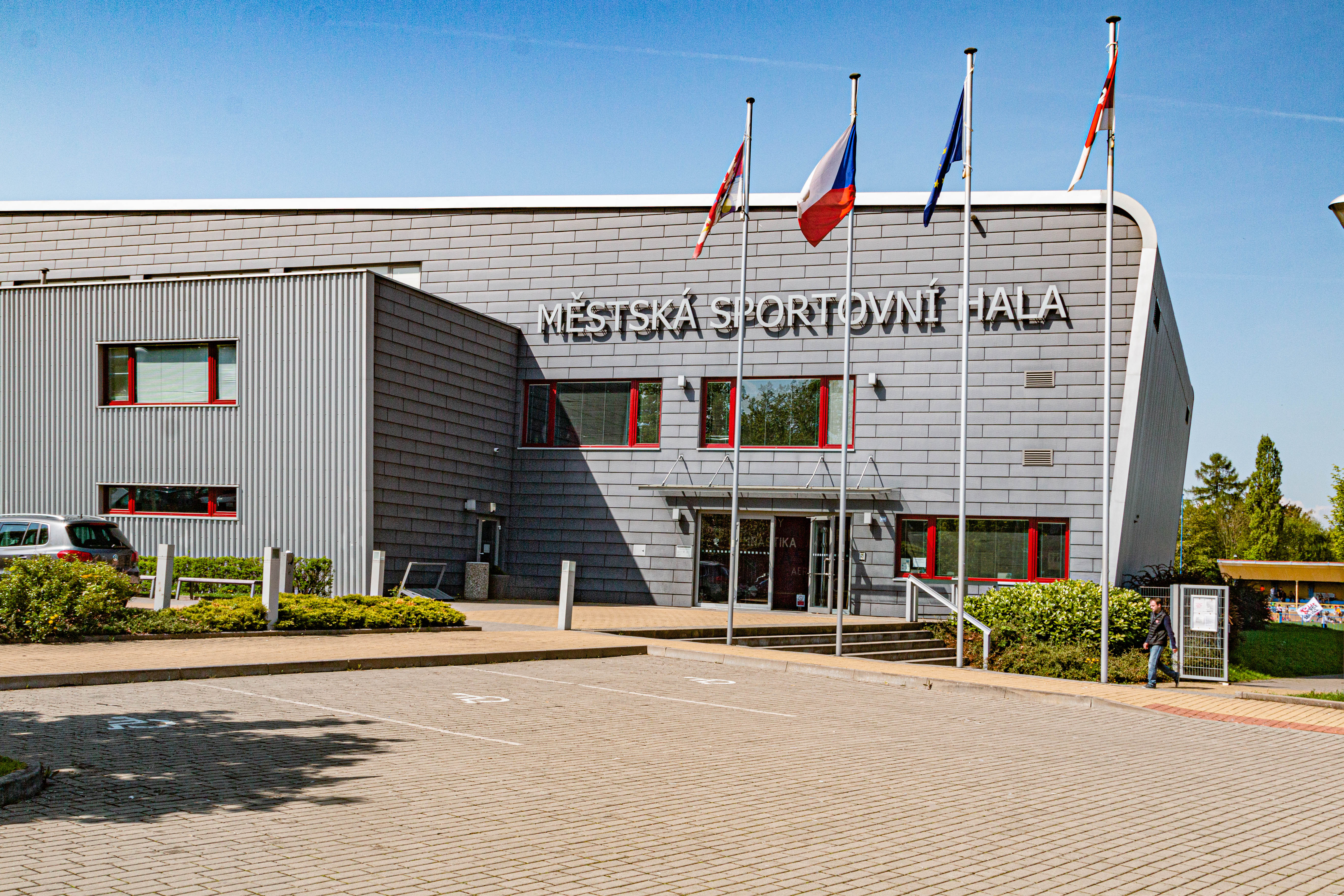
Sportovní hala ve Skutči

Sportovní hala nebo tělocvična je stavba, která slouží k provozování různých (například míčových) sportů, či jiné fyzické aktivity. Hala může být městská, školní, či ve vlastnictví sportovního klubu nebo jiné organizace. Sportovní haly mají podlahu upravenu povrchem vhodným ke sportování, například palubovkou, parketami nebo umělým povrchem. Tyto povrchy jsou většinou náchylné na poškození, z toho důvodu na nich lze používat pouze vhodné typy obuvi.
Standardní sportovní hala má většinou rozměry 20 x 40 metrů, v takové lze hrát i prostorově náročnější sporty, jako například florbal, futsal, či házenou. Ovšem sporty jako například basketbal se hrají na plochách o rozměru 15 x 28 metrů.
Existují specializované haly i pro soutěže individuální, např. gymnastické, vzpěračské, zápasnické, badmintonové, pingpongové, tenisové, šermířské či atletické a další haly, které jsou určeny jak pro trénink (třeba nafukovací hala), tak i pro provoz původně letních sportů v zimním období. Za halu v tomto smyslu může být považována každá větší víceúčelová tělocvična.
Velké sportovní haly mívají v současnosti podobu samostatných staveb, které se nyní často nazývají (po původním starořímském vzoru) arény. Takové moderní arény bývají často konstruovány víceúčelově. Nejen jako krytá sportoviště pro provozování mnoha různých druhů sportu, ale i pro účely kulturní a společenské (haly v tomto případě slouží jako kulturní či společenský sál).
Jako sportovní haly se obvykle neoznačují úzce specializovaná sportoviště – např. plavecké stadiony a bazény, cyklistické velodromy, jízdárny, kryté střelnice apod.
Z hlediska volby mezi materiály a typu stavby v drtivé většině případů vládne ocelová konstrukce. Ocelové sportovní haly mají řadu výhod:
- Prostor bez vnitřních sloupů
- Rychlost výstavby
- Flexibilita
- Snadná údržba